# Maître Cornélius
Maître Cornélius est une nouvelle historique d’Honoré de Balzac, parue en 1831. 

## Historique
La nouvelle paraît en 1831 dans la Revue de Paris. Reprise en volume chez Gosselin en 1832 dans les Nouveaux contes philosophiques avec Madame Firmiani, L'Auberge rouge et Louis Lambert, elle est rééditée chez Edmond Werdet en 1836 dans la série des Études philosophiques, puis dans l’édition Furne des Études philosophiques de La Comédie humaine en 1846.
Si le texte paru dans la revue a été bien accueilli par le public, il n’a pas retenu l’attention de la critique de l’époque. Les balzaciens de nos jours restent encore très partagés sur l’intérêt à accorder à cette nouvelle qui oscille entre le fantastique à la Hoffmann et le roman historique à la Walter Scott. Samuel S. de Sacy considère même que « La Comédie humaine peut très bien se passer de Maître Cornélius, et Maître Cornélius sans La Comédie humaine serait une curiosité tout au plus ». René Guise trouve au contraire que le texte ne prend tout son sens que si on le lit dans la perspective de l’ensemble de La Comédie humaine. Il est vrai que la nouvelle est un peu déroutante, alambiquée, avec des contradictions et des invraisemblances. Il y a deux histoires dans ce récit assez court.

## Résumé
Marie de Saint-Vallier, fille de Louis XI, est mariée à un vieillard despotique, brutal et jaloux, qui la martyrise. Elle est aimée de Georges d’Estouteville qui s’arrange pour la voir en cachette. L’introduction de la première histoire présente une « mise en scène » du jeune homme pour éloigner le vieux mari à la sortie d'une messe. Pour cela, il crée une cohue qui sépare les deux époux, et s’assure de la complicité d’un religieux pour retenir Marie près du confessionnal, le temps de l’embrasser. Le vieux comte Aymar de Poitiers, sire de Saint-Vallier, flaire la supercherie mais ne peut rien découvrir de suspect. 
Immédiatement après, arrive le sujet de la deuxième histoire enchevêtrée dans les amours de Marie de Saint-Vallier : celle de maître Cornélius, mystérieux personnage vivant dans une maison quasiment murée, au fond d’une ruelle, voisine précisément de la maison de Saint-Vallier.
Le personnage le plus intéressant, qui aurait dû être le sujet unique de la nouvelle, est bien Maître Cornélius qui se vole lui-même la nuit lorsqu’il est en état de somnambulisme, créant ainsi un suspense : qui vole ainsi un vieillard dans une maison aussi bien cadenassée ? Cornélius étant argentier du roi Louis XI, il se trouve naturellement le premier soupçonné par le souverain dont l’avarice est légendaire. Cornélius se suicide, emportant dans sa tombe le secret de la cachette où il a placé l’or qu’il s’est volé lui-même.

## Commentaire
L’aspect abracadabrant d’une telle histoire n’arrive pourtant pas à masquer les préoccupations mystiques de Balzac. On pourrait rapprocher ce texte des Proscrits qui se passe sensiblement à la même époque, non loin d’une cathédrale, celle de Tours ici (Notre-Dame de Paris dans Les Proscrits). Balzac évoque « l’inexplicable phénomène de spiritualité, la puissance toute électrique de la prière ».
Les thèses philosophiques de Balzac rejoignent ici ses lectures de Swedenborg, et c’est sans doute cet aspect mystique du récit, où coexistent exaltation religieuse et amour profane, qui a retenu l’attention d’un critique de La Revue européenne en 1832, qui accorde à cette étrange nouvelle, « quelques détails heureux mêlés de fausses idées sur le Moyen Âge ».